# Neuville-lès-Loeuilly
Neuville-lès-Loeuilly korábbi község Franciaországban, Somme megyében. Lakosainak száma 129 fő (2018. január 1.).
2019. január 1-jén Loeuilly és Tilloy-lès-Conty korábbi községgel egyesült és az így létrejött Ô-de-Selle új község része lett.

## Népesség
A település népességének változása:
| Lakosok száma | 129  | 127  | 127  | 129  |
|               | 2013 | 2015 | 2017 | 2018 |